# SSTV (képátviteli eljárás)

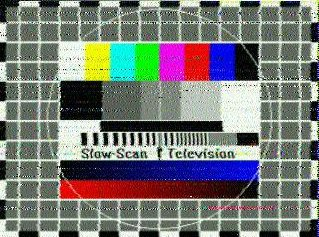
SSTV - rádióhullámok segítségével átvitt állókép

Az SSTV (Slow Scan Television - Lassú Pásztázású Televízió) egy képátviteli technika, amely lehetővé teszi képek küldését rádióhullámokon, vagy egyéb, korlátozott sávszélességű közegben (pl. telefonvonal). Az SSTV hagyományos televízióhoz képest lassabb képátviteli sebességgel működik, így alkalmas statikus képek továbbítására keskeny sávú kommunikációs csatornákon.
A SSTV technológiát kezdetekben űrtávközlésben is hasznosították, az űrszondák az állóképeket ezzel a technikával küldték.
Az SSTV szó szerinti elnevezése keskenysávú televízió. Az analóg televízió műsorszórás legalább 6 MHz széles csatornákat igényel, mivel másodpercenként 25 vagy 30 képkockát továbbít (lásd az ITU analóg műsorszórási szabványait), de az SSTV általában csak maximum 3 kHz sávszélességet igényel. Ez egy sokkal lassabb állókép-átviteli módszer, egy képkocka továbbítása általában körülbelül nyolc másodperctől néhány percig tart, az alkalmazott módtól függően.

## Története[1]

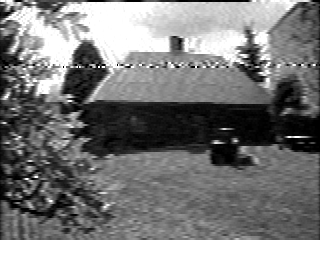
SSTV AVT BW8

Az SSTV koncepcióját Copthorne Macdonald vezette be 1957–58-ban. Ő fejlesztette ki az első SSTV rendszert, amely elektrosztatikus monitort és vidikon csövet használt. Egy 3 kHz-es telefoncsatornán belül elegendőnek ítélték 120 sor és soronként körülbelül 120 pixel használatát egy fekete-fehér állókép továbbításához. Az első élő teszteket a 11 méteres amatőr sávon (ma: CB sáv) végezték – amelyet később az Egyesült Államok CB-szolgálatának adtak át. 
Aztán az elkövetkező évtizedben tökéletesítették. 1968-ban az FCC (Federal Communications Commission) az USA-ban hivatalosan is bejegyezte ezt az üzemmódot. Néhány hónap elteltével a rádióamatőr folyóiratok publikálni kezdték ezt az új üzemmódot, amely robbanásszerűen megsokszorozta ennek az üzemmódnak a használatát. A vételéhez nagyon hosszú, 8 másodperces utánvilágítású foszforréteggel bevont katódsugárcsöves megjelenítőt használtak és elektroncsöves illetve tranzisztoros analóg elektronikát.
Az 1970-es években a rádióamatőrök kétféle papíralapú nyomatvevőt találtak fel SSTV képek papíralapú megjelenítéséhez.
Ennek megfelelően az SSTV képátviteli megoldását igen egyszerűre és mégis megbízhatóra kellett tervezni. Kezdetben csak szürkeárnyalatos átvitelt valósítottak meg.
Aztán idővel, a digitális elektronika elterjedésével megjelentek a lassabb, nagyobb felbontású letapogatások és a színes képátviteli megoldások.

### SSTV és az űrkutatás

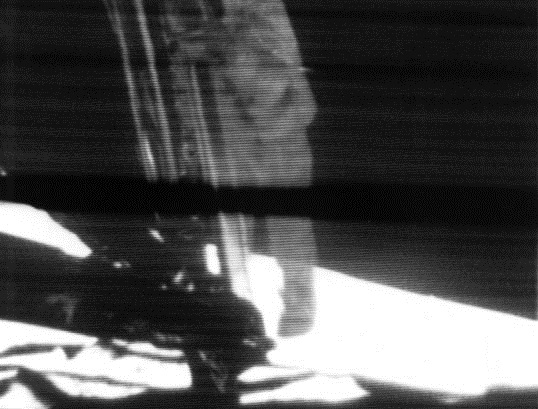
SSTV adás, első lépés a Holdon

Az SSTV-t a Hold túlsó oldaláról készült képeinek továbbítására használták a Luna-3 űrszondáról.
Egy hasonló koncepciót, amelyet SSTV-nek is neveztek, a Faith-7-en, valamint a NASA Apollo programjának korai éveiben használtak.
A Faith-7 kamera két másodpercenként egy képkockát továbbított, 320 soros felbontással.
Az Apollo TV kamerák SSTV-t használtak az Apollo 7, az Apollo 8 és az Apollo 9 belsejéből, valamint az Apollo 11 holdkomp televíziójából származó képek továbbítására a Holdról. 

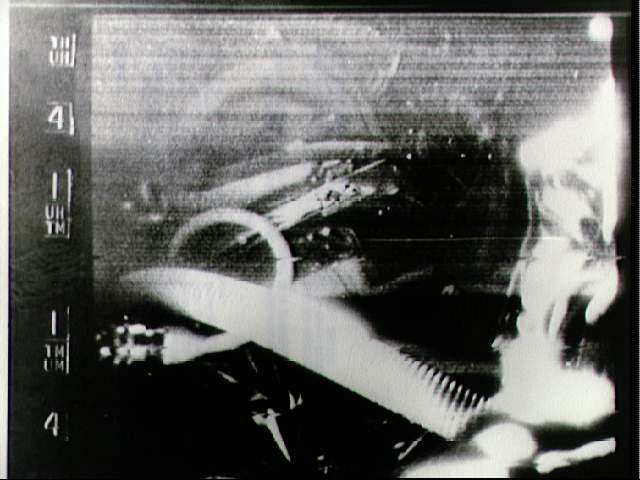
SSTV adás a Faith-7 -ről

A NASA korai Apollo-küldetései során használt SSTV rendszer másodpercenként 10 képkockát továbbított 320 képkockasoros felbontással, hogy kevesebb sávszélességet használjon, mint egy normál TV-adás.
A NASA által használt korai SSTV rendszerek jelentősen eltérnek az amatőr rádiósok által ma használt SSTV rendszerektől.

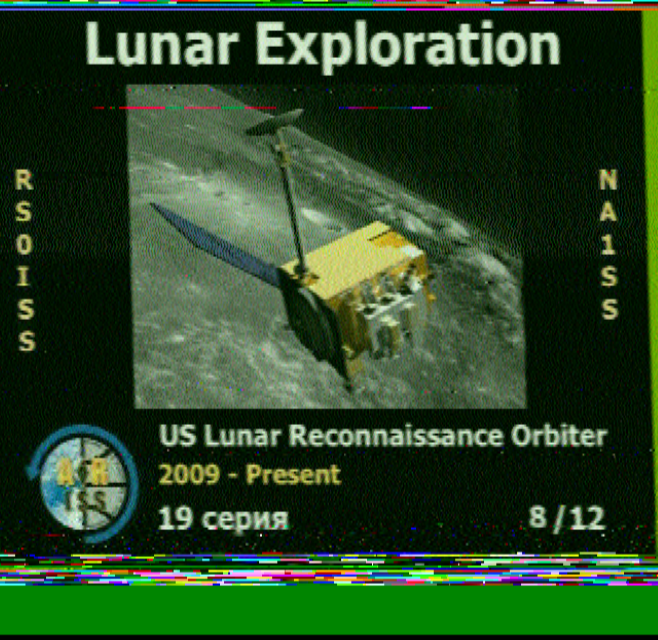
Az ISS-ről sugárzott SSTV kép

A Nemzetközi Űrállomásról is szoktak sugározni SSTV képeket, amelyek megfelelnek a ma használt SSTV adásmódok paramétereinek. Általában a 2m-es amatőrsávot használják, az SSTV jelet frekvenciamodulációval továbbítják. A 148,800 MHz-et használják. A küldött képek egy kézirádió és egy tablet segítségével is megtekinthetőek.

## Az SSTV napjainkban
Egy nagy ugrás volt az SSTV területén a digitális elektronika elterjedése, a memóriacellában való tárolás lehetősége. Ennek úttörői az amerikai Robot Research Inc. és a német Wraase Electronic cégek voltak.
Aztán beköszöntött a számítástechnika korszaka és napjainkra közel 70 féle színes SSTV átviteli módon lehet adni és venni a képeket.
A napjainkban használt SSTV rendszerek, amelyek az 1990-es évek eleje óta léteznek, személyi számítógépet és speciális szoftvert használnak különféle egyedi berendezés helyett. A PC hangkártyája, speciális feldolgozó szoftverrel, modemként működik. A rádió-adóvevő készüléket csatlakoztatjuk a hangkártyához, USB hangegységhez, vagy az alaplapi hangfeldolgozóhoz.
Jól használható kép keletkezik akkor is, ha egy SSTV jelet vevő rádió mellé helyezünk mobiltelefont vagy tabletet, amelyek a mikrofonon beérkezett hangot dekódolják.

## Az SSTV jel felépítése
Az SSTV analóg jel. Az SSTV frekvenciamodulációt használ, amelyben a kép minden egyes különböző fényerőértéke eltérő hangfrekvenciát kap. Más szóval, a jel frekvenciája felfelé vagy lefelé tolódik, hogy világosabb vagy sötétebb pixeleket jelöljön ki. A színt úgy érik el, hogy az egyes színkomponensek (általában piros, zöld és kék) fényerejét külön küldik el. Ez a jel egy adóba táplálható, amely modulálja a vivőfrekvenciát. Az SSTV jelet leggazdaságosabb SSB modulációval átvinni.
1. Kalibrációs kód
2. VIS kód
3. RGB sorok
4. Sorszinkronjel (sor ugrás)

### Kalibrációs kód
A kép előtt egy kalibrációs kód kerül elküldésre. Ez egy 300 milliszekundum ideig tartó vezető hangból áll 1900 Hz-en, egy 10 ms-os szünetből 1200 Hz-en, egy újabb 300 milliszekundumos vezető hangból 1900 Hz-en.

### VIS kód
A digitális VIS (Vertical Interval Signaling - függőleges intervallumú jelzés) kód, azonosítja a használt átviteli módot.
A VIS 30 milliszekundumos bitekből áll. A kód egy start bittel kezdődik 1200 Hz-en, majd 7 adat bit következik (1100 Hz az 1, 1300 Hz a 0).
Ezt egy páros paritás bit követi, majd egy stop bit 1200 Hz-en. Például a 44-es vagy 32-es decimális számoknak megfelelő bitek azt jelentik, hogy a mód Martin M1, míg a 60-as szám Scottie S1-et jelöli.

### RGB sorok
Az átvitel vízszintes vonalakból áll, amelyeket balról jobbra szkennelnek be. A színkomponensek külön-külön, soronként kerülnek elküldésre.
A színkódolás és az átvitel sorrendje módonként változhat. A legtöbb mód RGB színmodellt használ; egyes módok fekete-fehérek, csak egy csatornát küldve; más módok YC színmodellt használnak, amely luminanciából (Y) és krominanciából (R–Y és B–Y) áll.
A modulációs frekvencia 1500 és 2300 Hz között változik, ami a színkomponens intenzitásának (fényességének) felel meg. A moduláció analóg, így bár a vízszintes felbontást gyakran 256 vagy 320 pixelként definiálják, bármilyen sebességgel mintavételezhetők.
A kép képaránya hagyományosan 4:3. 

### Sorszinkron jel
A vonalak általában egy 1200 Hz-es, 5 milliszekundumos vízszintes szinkronizációs impulzusban végződnek (miután a vonal összes színkomponense elküldésre került); egyes módokban a szinkronizációs impulzus a vonal közepén található.

## SSTV szabványok
| Típus   | Létrehozó                            | Altípus | Színek                | Átviteli idő (s) | Felbontás                      | VIS | VIS+P |
| ------- | ------------------------------------ | ------- | --------------------- | ---------------- | ------------------------------ | --- | ----- |
| AVT     | Ben Blish-Williams, AA7AS / AEA      | 8       | BW or 1 of R, G, or B | 8                | 128×128                        |     |       |
| AVT     | Ben Blish-Williams, AA7AS / AEA      | 16w     | BW or 1 of R, G, or B | 16               | 256×128                        |     |       |
| AVT     | Ben Blish-Williams, AA7AS / AEA      | 16h     | BW or 1 of R, G, or B | 16               | 128×256                        |     |       |
| AVT     | Ben Blish-Williams, AA7AS / AEA      | 32      | BW or 1 of R, G, or B | 32               | 256×256                        |     |       |
| AVT     | Ben Blish-Williams, AA7AS / AEA      | 24      | RGB                   | 24               | 128×128                        |     |       |
| AVT     | Ben Blish-Williams, AA7AS / AEA      | 48w     | RGB                   | 48               | 256×128                        |     |       |
| AVT     | Ben Blish-Williams, AA7AS / AEA      | 48h     | RGB                   | 48               | 128×256                        |     |       |
| AVT     | Ben Blish-Williams, AA7AS / AEA      | 104     | RGB                   | 96               | 256×256                        |     |       |
| Martin  | Martin Emmerson - G3OQD              | M1      | RGB                   | 114              | 240                            |     |       |
| Martin  | Martin Emmerson - G3OQD              | M2      | RGB                   | 58               | 240                            |     |       |
| Robot   | Robot SSTV                           | 8       | BW or 1 of R, G or B  | 8                | 120                            |     |       |
| Robot   | Robot SSTV                           | 12      | YUV                   | 12               | 128 luma, 32/32 chroma × 120   |     |       |
| Robot   | Robot SSTV                           | 24      | YUV                   | 24               | 128 luma, 64/64 chroma × 120   |     |       |
| Robot   | Robot SSTV                           | 32      | BW or 1 of R, G or B  | 32               | 256 × 240                      |     |       |
| Robot   | Robot SSTV                           | 36      | YUV                   | 36               | 256 luma, 64/64 chroma × 240   |     |       |
| Robot   | Robot SSTV                           | 72      | YUV                   | 72               | 256 luma, 128/128 chroma × 240 |     |       |
| Scottie | Eddie Murphy - GM3SBC                | S1      | RGB                   | 110              | 240                            | 60  |       |
| Scottie | Eddie Murphy - GM3SBC                | S2      | RGB                   | 71               | 240                            |     |       |
| Scottie | Eddie Murphy - GM3SBC                | DX      | RGB                   | 269              | 320 x 256                      |     |       |
| PD      | Paul Turner, G4IJE Don Rotier, K0HEO | PD50    | G, R-Y, B-Y           | 50.000000        | 320 x 256                      |     |       |
| PD      | Paul Turner, G4IJE Don Rotier, K0HEO | PD90    | G, R-Y, B-Y           | 89.989120        | 320 x 256                      | 99  | 99    |
| PD      | Paul Turner, G4IJE Don Rotier, K0HEO | PD120   | G, R-Y, B-Y           | 126.103040       | 640 x 496                      | 95  | 95    |
| PD      | Paul Turner, G4IJE Don Rotier, K0HEO | PD160   | G, R-Y, B-Y           | 160.883200       | 512 x 400                      | 98  | 226   |
| PD      | Paul Turner, G4IJE Don Rotier, K0HEO | PD180   | G, R-Y, B-Y           | 187.051520       | 640 x 496                      | 96  | 96    |
| PD      | Paul Turner, G4IJE Don Rotier, K0HEO | PD240   | G, R-Y, B-Y           | 248.000000       | 640 x 496                      | 97  | 225   |
| PD      | Paul Turner, G4IJE Don Rotier, K0HEO | PD290   | G, R-Y, B-Y           | 289.000000       | 800 x 616                      |     |       |

A leggyakoribb módok a Martin M1, újabban a Martin M2 és a Scottie S2 módok. Speciális esetben a Scottie DX, amely nagy távolságra jó minőségben biztosítja a képtovábbítást. A Robot 36 pedig leginkább a műholdas képtovábbításban kap szerepet.
Szerencsére SSTV vételkor a napjainkban használt vevőszoftverek automatikusan felismerik az SSTV módot, így a levehető képet automatikusan le is veszik.

## SSTV megjelenítésére alkalmas szoftverek[7]
Az alábbi szoftverek mikrofonbemeneten vagy vonalbemeneten (Line in) keresztül beérkezett jelet dekódolják, képpé alakítják, és valamilyen képformátumban képesek elmenteni a dekódolt képet.
Az adásra képes szoftverek képfájlt vagy vágólapról beillesztett képet alakítanak át SSTV jellé, és az eszköz hangkimenetére küldik ki a jelet.
| Szoftver neve     | Platform         | Elérhetősége | Adásra képes | Vételre képes | Típus                        |
| ----------------- | ---------------- | ------------ | ------------ | ------------- | ---------------------------- |
| DroidSSTV         | Android          | Play Store   | igen         | igen          | fizetős                      |
| MMSSTV            | Windows          | honlap       | igen         | igen          | ingyenes, zárt               |
| PySSTV            | Linux, BSD, stb. | PyPI         | igen         | nem           | ingyenes, szabad (MIT)       |
| QSSTV             | Linux            | honlap       | igen         | igen          | ingyenes, szabad (GPLv3)     |
| Robot36           | Android          | Play Store   | nem          | igen          | ingyenes, szabad (Apache v2) |
| Slowrx            | Linux            | honlap       | nem          | igen          | ingyenes, szabad (ISC)       |
| SSTV encoder      | Android          | Play Store   | igen         | nem           | ingyenes, szabad (Apache v2) |
| SSTV Slow Scan TV | iOS              | iTunes       | igen         | igen          | ingyenes, zárt               |

## Digitális SSTV
Digitális SSTV-ről (SSTV-D) akkor beszélünk, amikor az állóképet pixelenként számértékké kódolva továbbítják. Szintén keskenysávú üzemmódban történik, olyan modulációs eljárások valamelyikével, amely lehetővé teszi számértékek továbbítását.

## SSTV átvitelre használt rádióamatőr frekvenciák[8]
| Sáv   | f (kHz)      | Moduláció                                     | Analóg/Digitális                              |
| ----- | ------------ | --------------------------------------------- | --------------------------------------------- |
| 160 m | 1890         | LSB                                           | A                                             |
| 160 m | 1924         | LSB                                           | D                                             |
| 80 m  | 3730         | LSB                                           | A                                             |
| 80 m  | 3733         | LSB                                           | D                                             |
| 80 m  | 3735 -3741   |                                               |                                               |
| 40 m  | 7058         | LSB                                           | D                                             |
| 40 m  | 7165         | LSB                                           | A/D                                           |
| 40 m  | 7171         | LSB                                           | A/D                                           |
| 30 m  | 10132        | USB                                           | A                                             |
| 20 m  | 14230        | USB                                           | A                                             |
| 20 m  | 14233        | USB                                           | D                                             |
| 20 m  | 14240        | USB                                           | A                                             |
| 17 m  | 18117        | USB                                           | A                                             |
| 15 m  | 21337        | USB                                           | D                                             |
| 15 m  | 21340        | USB                                           | A                                             |
| 12 m  | 24927        | USB                                           | A                                             |
| 12 m  | 24940        | USB                                           | D                                             |
| 10 m  | 28260        | USB                                           | A                                             |
| 10 m  | 28677        | USB                                           | D                                             |
| 6 m   | 50680        | USB                                           | A                                             |
| 6 m   | 50950        | USB                                           | D                                             |
| 2 m   | 144500       | Bármilyen keskenysávú képi átvitel, FAX, SSTV | Bármilyen keskenysávú képi átvitel, FAX, SSTV |
| 2 m   | 145800 (ISS) | FM                                            | A                                             |
| 70 cm | 433400       | FM/AFSK                                       | A/D                                           |

## SSTV átvitelre használt CB-rádió frekvenciák
| f (kHz) | Moduláció |
| ------- | --------- |
| 27235   | FM/USB    |
| 27305   | FM        |